# Bari Centrale
Bari Centrale (włoski: Stazione di Bari Centrale) – stacja kolejowa w Bari, w regionie Apulia, we Włoszech. Stacja posiada 7 peronów.

## Historia
Stacji została zbudowana w 1864 jako typowa stacja przelotowa. W latach 1865 i 1906 zostało dodanych 5 peronów i został rozbudowany główny budynek. Ponowna przebudowa została przeprowadzona między 1906 a 1945 rokiem. Począwszy od 1946 nowy plan stacji doprowadził do dzisiejszej konfiguracji przestrzeni.

## Transport
Stacja ma 16 torów, z czego 10 przelotowych i 6 czołowych, dla ponad 300 pociągów, które zatrzymują się na stacji każdego dnia. Ruch wynosi około 38 000 pasażerów dziennie i 14 milionów rocznie. W 2008 rozpocznie się wdrażanie połączenia kolejowego (podwójnego toru zelektryfikowanego), które będzie łączyć stację z lotniskiem. Nowe połączenie ma wejść do eksploatacji w 2010 roku.

## Przyszłość
Stacja została włączona w program modernizacji głównych włoskich dworców kolejowych Grandi Stazioni, spółki kontrolowanej przez Ferrovie dello Stato. Projekt przewiduje zwiększenie i przekształcanie przestrzeni dla pasażerów z poprawą usług.
Stacja Bari Centrale będzie stacją końcową wszystkich linii, które tworzą metro w Bari.